# Dana Air
Dana Air is een Nigeriaanse luchtvaartmaatschappij met zijn hoofdkantoor in Ikeja.

## Vloot
Op 3 juni 2012 bestond de vloot van Dana Air uit de volgende 5 toestellen.
- 1 Learjet 45XR
- 4 McDonnell Douglas MD-80

## Bestemmingen

### Nigeria
- Abuja - Nnamdi Azikiwe International Airport
- Calabar - Margaret Ekpo International Airport
- Lagos - Murtala Muhammed International Airport
- Port Harcourt - Port Harcourt International Airport
- Uyo - Akwa Ibom Airport

## Ongelukken en incidenten
- Op 3 juni 2012 stortte vlucht 992 met een McDonnell Douglas MD-80 van Dana Air neer in een wijk van Lagos. Alle 147 inzittenden kwamen om.[3]

Naar aanleiding van dit ongeluk heeft het Nigeriaanse ministerie van luchtvaart op 5 juni 2012 de licentie van Dana Air voor onbepaalde tijd ingetrokken. De vergunning is op 15 juni 2012 weer afgegeven na een controle door de Nigeriaanse autoriteiten.